# Furtum

Furtum est une notion de droit romain correspondant initialement à un délit privé. Etymologiquement, le mot furtum est dérivé du latin « fur » qui signifie « voleur ». Il est possible de trouver l’emploi du mot « larcin ». Le furtum est relatif à un acte illicite. Il constitue le fait de soustraire frauduleusement une chose appartenant antérieurement à autrui. Plus précisément, il y a dans cette action, une volonté de nuire au propriétaire. C'est un attentat furtif au bien d'autrui en se cachant. Ce que l’on appelle le furtum apparait dans l’Ancien droit romain et va connaitre une importante évolution pendant la période classique par l’introduction d’un nouvel élément caractéristique. Le furtum évolue au fil des siècles. Ainsi, la notion de furtum signifie globalement « la chose volée » (la res furtiva). À notre époque, ce terme désigne ce qu’on appelle le vol. La notion de furtum est beaucoup plus large que l’actuelle notion de vol en droit pénal. Cette qualification regroupe différentes formes d’appropriation frauduleuse de la chose d’autrui telle que le vol, l'abus de confiance, l'escroquerie et le vol d'usage (furtum usus), c'est-à-dire le fait d'user d'une chose contrairement aux clauses du contrat. Le furtum est l’une des caractéristiques majeures du droit pénal romain. Le terme romain de furtum désignant le vol va être utilisé jusqu’au XVIIe siècle. C’est au siècle suivant que le terme « vol » est employé.

## Sous l'ancien droit romain
La définition romaine du furtum vient de la doctrine et énonce « soustraction (contrectatio) frauduleuse de la chose d’autrui contre le gré et à l’insu du propriétaire ». L’enlèvement d’une chose suppose que celle-ci est déplacée d’un endroit à un autre. Dans l’Ancien droit romain, lorsqu’un objet mobilier est enlevé ou soustrait, il s’agit d’un furtum. Le furtum est un fait purement matériel. Lorsqu’il s’agit d’une personne, c’est un rapt. Le voleur qui dérobe la chose s’enrichit et par conséquent, il vient appauvrir le volé. Le délit de furtum est sanctionné par l’idée de vengeance. La vengeance est confiée au paterfamilias. La sanction est prise en fonction des faits de l’espèce ainsi que de la gravité de l’infraction.
Le furtum est encadré par la Loi des XII Tables pendant l’ancien droit romain. Dans cette loi, le terme furtum correspond au fait de voler une chose à autrui et également à la chose volée elle-même. Ce sont les romains qui introduisent une distinction relative à la notion. Les romains distinguent différents types de furtum. C’est la Loi des XII Tables qui introduit une dualité entre le vol flagrant (le furtum manifestum) et le vol non flagrant (le furtum nec manifestum).   
En effet, le furtum manifestum désigne deux types de vol : le vol simple et le vol avec circonstances aggravantes. L'hypothèse du vol simple, c’est quand la chose volée est trouvée dans la maison du voleur.  Le furtum manifestum peut être le vol d’une chose aggravée par des circonstances. Par exemple, lors d’un vol commis le jour à main armée ou encore s’il a lieu pendant la nuit. Dans ces cas, le propriétaire de la chose volée a le droit de tuer le voleur sur place. Toutefois, au préalable, il faut que la victime du furtum manifestum réunit des témoins pour constater le vol en amont afin que son acte ne soit pas qualifié de crime.    
Le furtum nec manifestum constitue un vol dit non manifeste. Les sanctions pour le voleur sont alors plus faibles que dans le vol de premier type, car la victime du vol n’a qu’un droit sur le délinquant, celui de demander une réparation pécuniaire. Le volé ne peut pas se faire justice lui-même. Le furtum nec manifestum intervient dans deux cas principaux. Soit lorsque le vol n’est pas totalement établi, faute de témoins par exemple. Soit en cas de recours à l’action judiciaire du volé, qui est encadré par la Loi des XII Tables et prévoit le montant de la compensation, généralement une amende au double de la valeur de la chose.
A coté de cette distinction, on retrouve à cette époque, l’hypothèse du recel où une chose volée est retrouvée ensuite au domicile d’une personne qui n’est pas le voleur. Est mise en place une procédure spéciale appelée la perquisition par le plateau et par le pagne.
La Loi des XII Tables prévoit une action pour sanctionner le vol, appelée l’actio furti. C’est une perquisition au domicile du voleur. Cette action de vol est modifiée par le prêteur à l’époque classique.

## Pendant la période classique
À l’époque classique, ainsi que sous le droit de justinien, s’opère une évolution du droit en matière de vol. Celui-ci devient plus complet et les éléments caractéristiques sont précisés. À la fin de la République, il y a une volonté de mettre en place une répression plus sévère du furtum notamment en sanctionnant les complices du vol.  
Le furtum est défini dans quelques textes du Bas Empire. La notion figure dans le Digeste ou encore dans les Institutes. La définition donnée était la suivante « le vol consiste dans une manipulation frauduleuse de la chose d’autrui sans l’assentiment du propriétaire ». Ainsi, de cette définition apparait deux caractéristiques principales du vol, un élément matériel et un élément intentionnel.   

### L’élément matériel
Les romains distinguent trois types de vol, le vol de la chose, le vol de l’usage et le vol de la possession. 
- Le vol de la chose (furtum rei) est le fait de retirer une chose qui appartient à autrui.
- Le vol de l’usage de la chose (furtum usus) renvoie à l’hypothèse d’un contrat de dépôt notamment. En effet, le dépositaire utilise, à son profit, la chose qui lui est déposée.
- Le vol de possession (furtum possessionis) est le vol de la possession de la chose et pas la chose en elle-même.

### L’élément intentionnel
L’élément intentionnel (animus furandi) est retenu.Désormais, l’intention de voler et de nuire à autrui va être prise en compte et cela va permettre de réprimer les complices de cette action de vol. Ce qui n’est pas le cas sous l’ancien droit romain. Lorsque le vol est commis en connaissance de cause et en conscience par son auteur ou ses auteurs, il est réprimé. Pour les romains, la personne qui dérobe la chose pour la détruire, son acte n’est pas qualifié de furtum car il n’en a pas tiré profit. De surcroit, le propriétaire qui se laisse soustraire son objet sans réagir, la notion de furtum ne peut pas être retenue.

## Propos conclusifs
Ainsi, la conception du furtum évolue et se précise pendant la période classique. À l’origine, le « furtum » est un délit privé et à compter du début de l’époque classique, le furtum se transforme en délit public dans certains cas de figure. Si l’acte porte atteinte à la victime et également à l’ordre public, alors l’’acte est qualifié en délit public. Quant au vol simple, il reste un délit privé. Cette dualité délictuelle est concomitante à l’évolution de la définition. La conséquence de ce changement de qualification entraine de facto un changement de qualification de la peine. Les conceptions de vol privé et de vol public vont coexister. La victime d’un furtum peut intenter deux sortes d’action. L’individu à l’encontre duquel un vol est commis peut choisir entre deux procédures judiciaires, soit par voie civile, soit par voie criminelle. Il s’agit d’une compensation pécuniaire contre le voleur dans le cadre d’une action civile. Par le biais d’une action criminelle, le juge peut prononcer des châtiments corporels ainsi qu’un dédommagement en argent.